# Brujas de Pascua
La Bruja de Pascua (en sueco: påskkärring, en inglés 'Easter witch') es una antigua leyenda sueca sobre brujas que vuelan en escobas a Blåkulla el jueves antes de Pascua (Jueves Santo) o en la noche entre el miércoles (Miércoles Santo) y el jueves anterior, para encontrarse con el diablo, y que regresan el día de Pascua.
En la actualidad, los niños se disfrazan de brujas, ancianas, o vestidos de ancianos, y van de puerta en puerta repartiendo saludos y a menudo recibiendo golosinas a cambio. En Finlandia, la costumbre de la bruja de Pascua (virvonta), que los niños realizan el Domingo de Ramos para desear lo mejor a sus hogares, procede de la antigua tradición cristiana ortodoxa de Carelia.

## Persecuciones de brujas
En el siglo XVII, el miedo a las brujas provocó una brutal persecución de mujeres inocentes, que fueron sometidas a juicio. Más de 200 mujeres fueron torturadas hasta la muerte en Suecia. En aquella época, las puertas de los establos se cerraban para evitar que las brujas ordeñaran o montaran a los animales y se aseguraban las puertas y contraventanas de las casas, para evitar que las brujas viajaran a Blåkulla para encontrarse con el diablo. Los utensilios que las brujas pudieran utilizar en su viaje, especialmente las escobas, se guardaban el Jueves Santo. Anna Eriksdotter fue la última mujer condenada injustamente en 1704, pero hasta 1779 no se derogó la pena de muerte por brujería.

## Tiempos modernos
En Suecia y Finlandia, es una tradición de Pascua que los niños se disfracen de brujas, ancianas o ancianos y vayan de puerta en puerta pidiendo golosinas el Jueves Santo, o el día antes de Pascua (Sábado Santo), de un modo similar a la tradición de Halloween de truco o trato. Los niños a veces ofrecen tarjetas hechas a mano y otras felicitaciones. Relacionada con la protección contra la brujería, y en una época similar del año existe también la celebración de la Noche de Walpurgis.

## Galería de imágenes

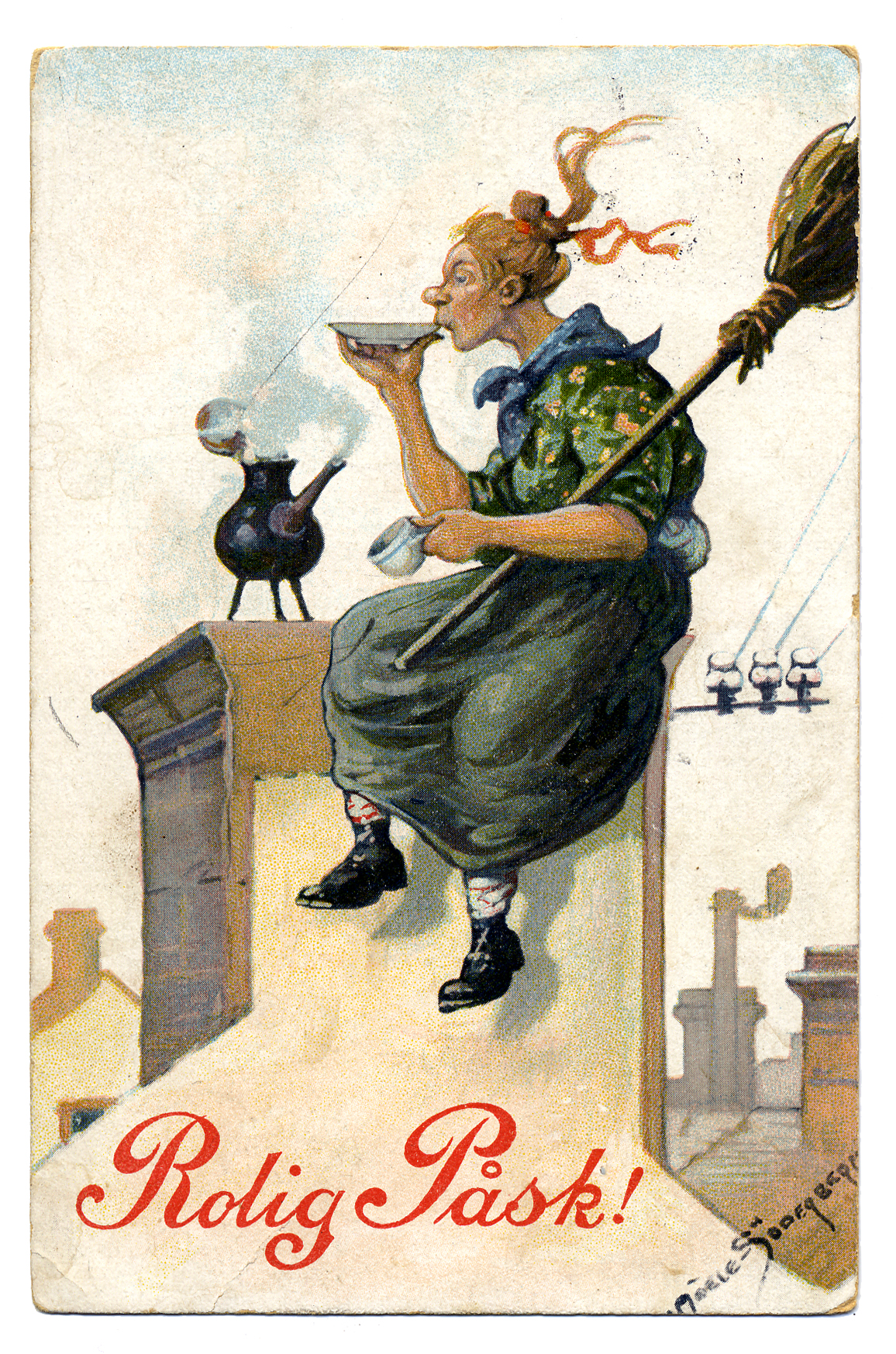
Tarjeta de Pascua sueca de 1916. Bruja con escoba y cafetera.
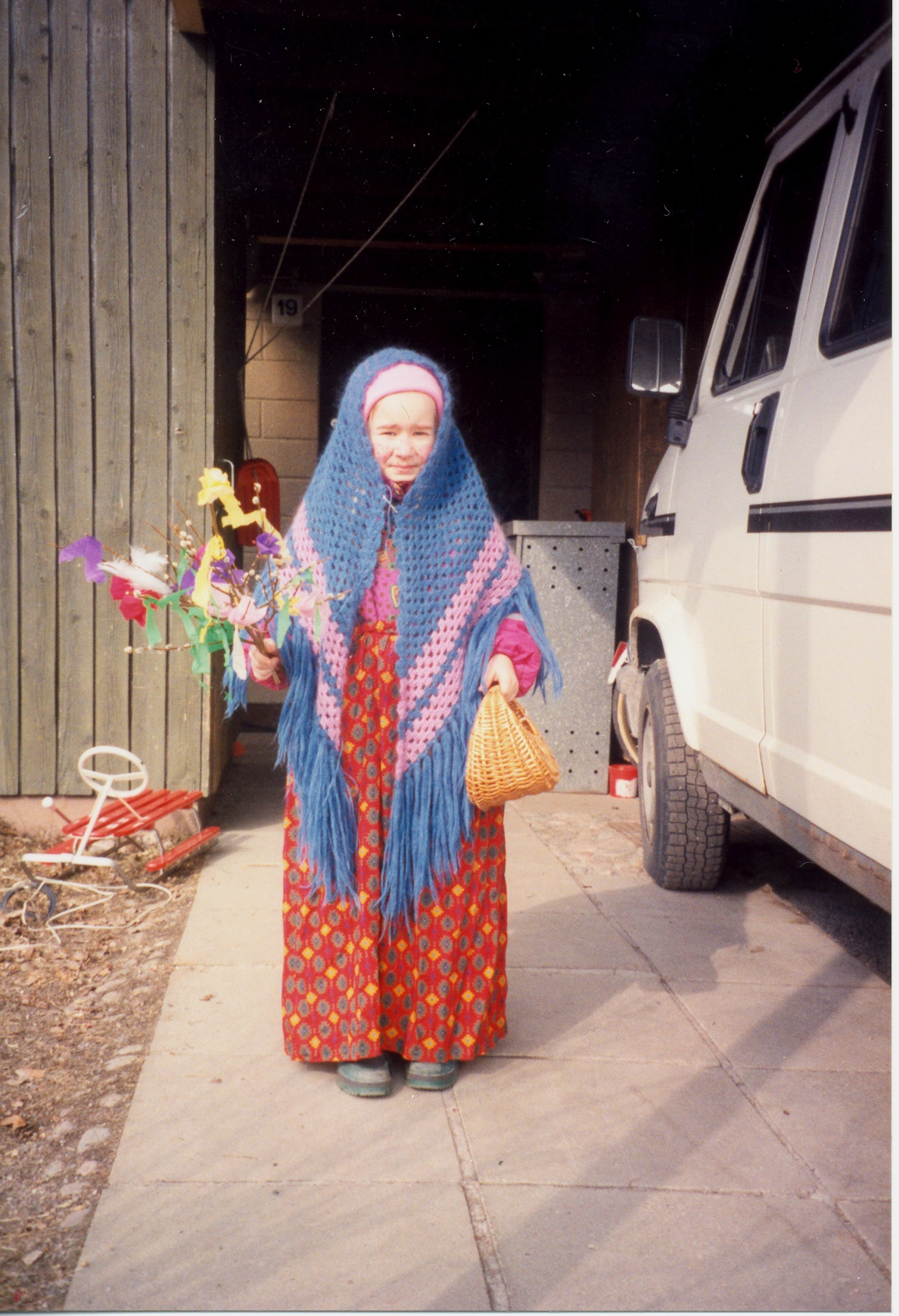
Bruja de Pascua repartiendo regalos (ramitas de árboles) en Finlandia en 1998. La pequeña cesta es para regalos de agradecimiento.
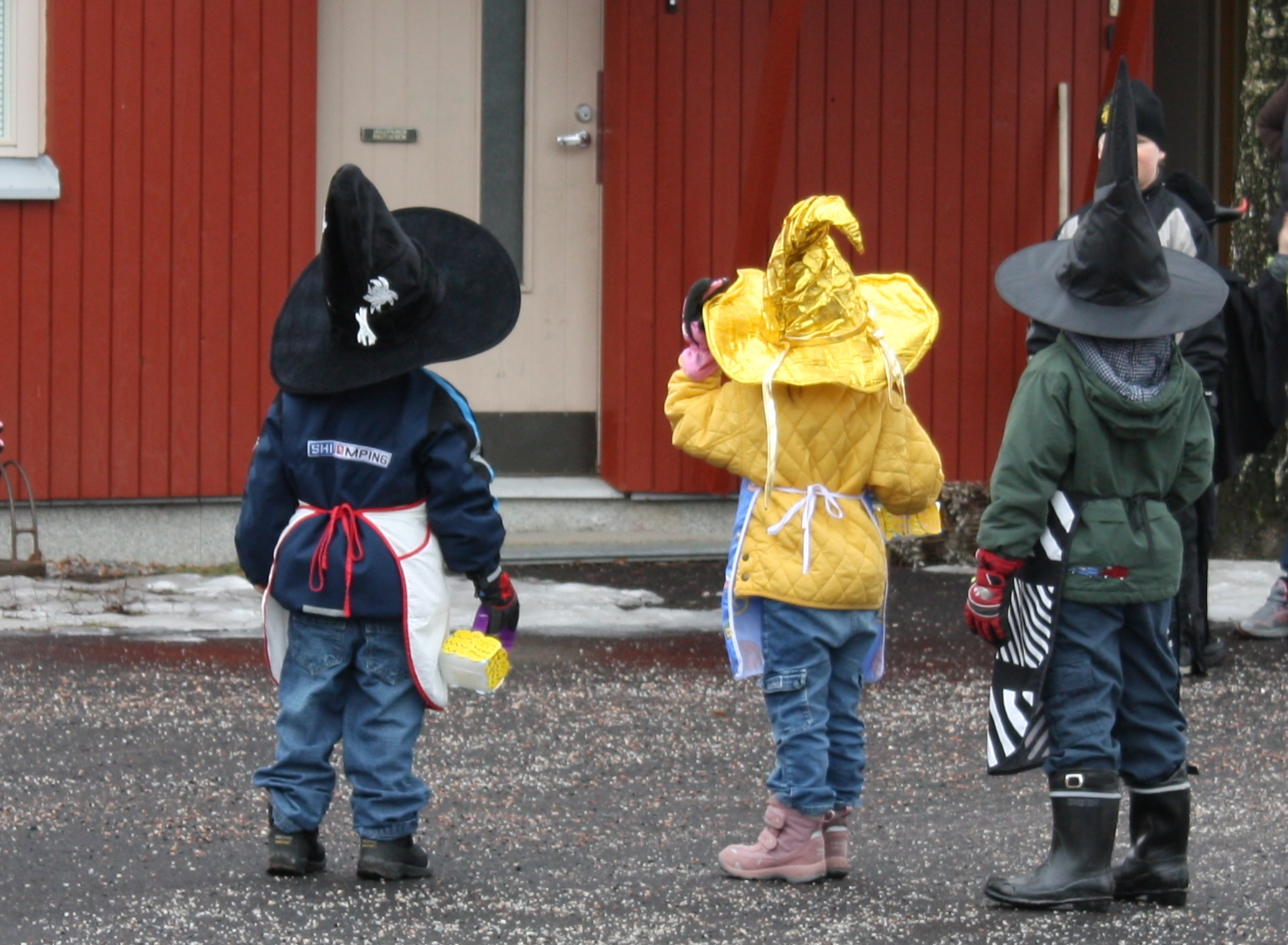
Niños vestidos de brujas en Finlandia en 2009
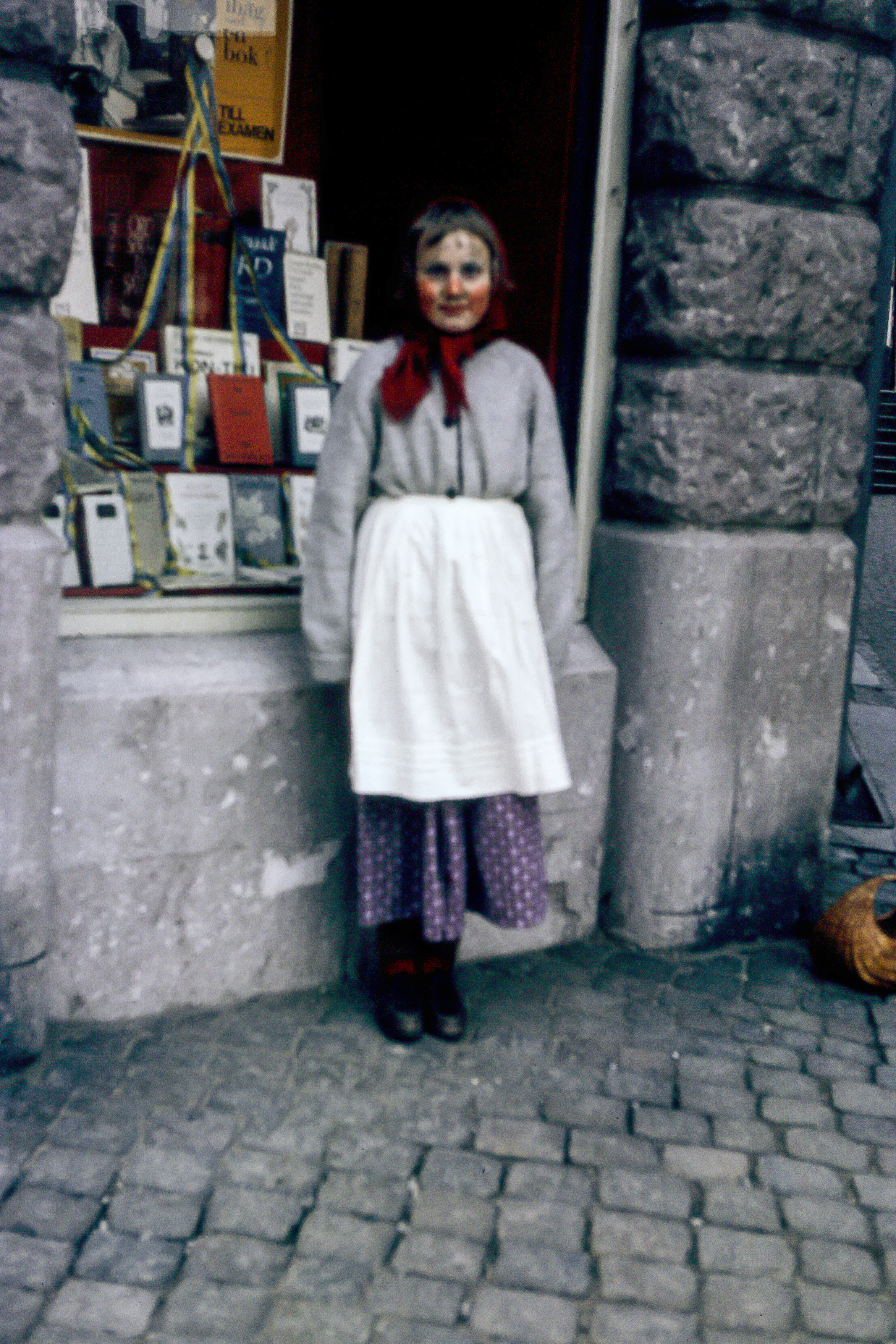
Una niña disfrazada de bruja de Pascua.